# ليو فال
ليو فال (بالألمانية: Leo Fall)‏ هو موزع وملحن نمساوي، ولد في 2 فبراير 1873 في أولوموتس في التشيك، وتوفي في 16 سبتمبر 1925 في فيينا في النمسا بسبب سرطان.

## وصلات خارجية
- ليو فال على موقع IMDb (الإنجليزية)
- ليو فال على موقع ميوزك برينز (الإنجليزية)
- ليو فال على موقع قاعدة بيانات برودواي على الإنترنت (الإنجليزية)
- ليو فال على موقع قاعدة بيانات الأفلام السويدية (السويدية)
- ليو فال على موقع ديسكوغز (الإنجليزية)